# Cranium
I Cranium sono una band speed metal/thrash metal formatasi a Stoccolma per mano dei fratelli Phil e Gustav von Segebaden.

## Storia
Dopo essersi esibiti con il nome Legion dal 1985 al 1986, i due fratelli von Segebaden decisero di reclutare il chitarrista e cantante Frederik Söderberg (già con i Legion) e il batterista Jocke Petterson riformando la band nel 1996 sotto nome di Cranium.
In tre anni pubblicano tre dischi che li portano a un discreto successo a livello underground degli appassionati del genere.
Quello che vogliono esprimere con i loro testi è rabbia contro la musica pop e disco.
La band si è sciolta nel 2001 in seguito al suicidio del batterista Johan Hallberg. Phil von Segebaden e Frederik Söderberg sono ancora in attività con i Dawn, gruppo death metal da loro fondato nel 1990.

## Concept del progetto Cranium
Sulle copertine e nei testi dei Cranium si cela una sorta di trilogia:
In Speed Metal Satan il gruppo è fuori da una discoteca e sono pronti ad assalirla, insieme a loro c'è un uomo armato di motosega che come ci racconta una canzone dell'album si può dedurre che l'uomo è Bestial Butcher.
Nel secondo album, Speed Metal Slaughter i tre sono dentro la discoteca e massacrano tutti quelli che trovano sempre accompagnati dal macellaio. Questo episodio viene raccontato nella prima traccia del disco Slaughter on the Dance Floor.
Infine arriva Speed Metal Sentence dove i Cranium sono nuovamente fuori dalla discoteca circondati dalla polizia che gli incatena e gli trascinerà in tribunale, così racconta la title track dell'album.
Ma a quanto pare i tre riescono a fuggire e il disco racconta le varie avventure dei Cranium dopo la fuga:
La storia di Necro Nudist in Nymphomanic Nuns e quella di Grave Reaper in Full Moon Fistbanger.
Chinsaw Demon si riunisce agli altri e fanno un tour in Giappone (Samurai Satan).
Non si sa se la storia dei Cranium finisce qua, ci potrebbe essere anche un quarto capitolo.

## Formazione

### Ultima
- Chainsaw Demon (Frederik Söderberg) - voce e chitarra  (ex Dawn, Decapitator)
- Grave Reaper (Phil von Segebaden) - basso (ex Dawn, Afficted e Defender)
- Necro Nudist (Johan Hallberg) - batteria (ex Utumno)

### Altri componenti
- Gustav von Segebaden - chitarra
- Fredrik Engquvist - batteria (solo con i Legion)
- Jocke Petterson - batteria (ex Carcaroth, Dawn, Ocean Chief, Bloodshed e Traumatic)

## Discografia
- 1997 - Speed Metal Satan EP
- 1998 - Speed Metal Slaughter
- 1999 - Speed Metal Sentence

### Discografia come Legion
- 1986 - The Dawn